# Райо (линейный корабль)
Райо (исп. SCMB Rayo — «Луч») — испанский двухпалубный 80-пушечный линейный корабль 2-го ранга, построенный испанским кораблестроителем Педро Торресом по чертежам Хорхе Хуана. Традиционно для испанских кораблей, названных не в честь святого, корабль имел второе название — «Апостол Святой Пётр» (исп. San Pedro Apóstol). Заложен 28 июня 1749 года на верфи в Гаване, Куба, введён в строй 31 января 1751 года, однако не смог покинуть порт из-за отсутствия экипажа. Набор команды занял ещё год. «Райо» вышел из Гаваны в Кадис в сопровождении кораблей «Принцесса», «Инфанта» и «Галиcия», имея на борту минимальный экипаж в 453 человека, а также груз табака, сахара и древесины. Далее какое-то время Райо находился в Кадисе, где на корабле были заменены мачты.

В 1765 году под командованием капитана Дона Хосе де Рохас Рекано «Райо» был назначен в состав эскадры адмирала дона Хуана Хосе де Наварро Виана и Буфало. Состав эскадры: «Райо», «Арроганте», «Подеросо», «Герреро», «Ориенте» и четырёх мелких судов. Эскадра отплыла из Кадиса 17 мая с Принцессой Марией Луизой, будущей королевой Австрии на борту в Геную. Там, дождавшись инфанту донью Луизу Марию Терезу де Парму, дочь Филиппа I де Парма, отправился по направлению в Кадис, где пассажиры и были высажены.

В феврале 1769 году, «Райо» был разоружен и размещен в Кадисе под командованием капитана дона Педро Мояно, которому было вменено в обязанность следить за сохранностью корабля. Впервые за двадцать лет, с момента начала постройки, корабль первый раз готовился к кренингованию. В 1774 прибыл на верфь Эль-Ферроль (El Ferrol) для глубокого кренингования и переоборудования.

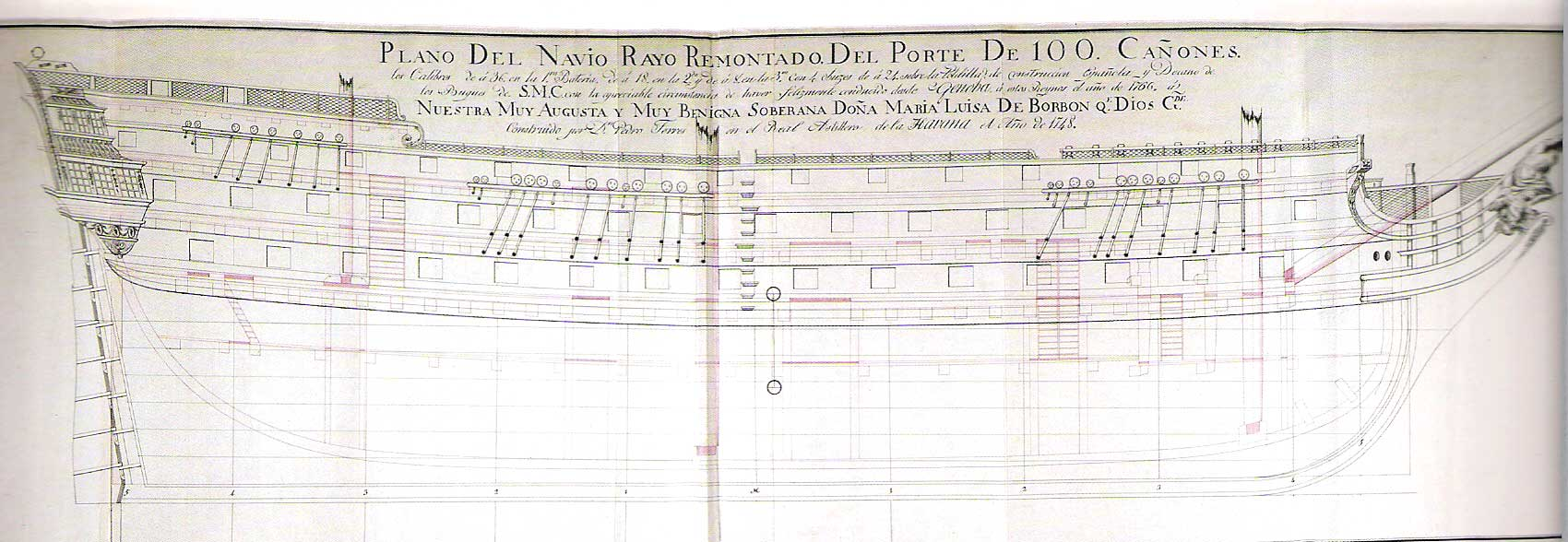

В 1804 году корабль прошёл модификацию. Под руководством инженера Гонорато Боуйона была добавлена дополнительная палуба, увеличено количество пушек до 100, был омеднён корпус. Все эти модификации превратили «Райо» в корабль 1-го ранга.

Участвуя в Трафальгарском сражении 21 октября 1805 года с командой в 830 человек, «Райо» был захвачен британцами в результате повреждений судна, полученных в сражении. При этом команда понесла потери 4 человека убитыми и 14 раненными. С британским экипажем на борту, корабль сел на мель, попав в шторм и потерпел крушение 22 октября 1805 года. Его разбитый остов был разрушен и сожжён британскими моряками 31 октября 1805 года у берегов Андалусии, в месте под названием Аренас Гордас. Где и находится по настоящее время в 300-а метрах от берега на глубине 7-и метров.